# Soren Thompson
Soren Thompson, né le 5 mai 1981, est un escrimeur américain pratiquant l'épée.

## Palmarès
- Championnats du monde d'escrime
  -  Médaille d'or à l'épée par équipes aux Championnats du monde d'escrime 2012 à Kiev
- Jeux panaméricains
  -  Médaille d'or à l'épée par équipes aux Jeux panaméricains de 2011 à Guadalajara
  -  Médaille de bronze au sabre par équipes aux Jeux panaméricains de 2003 à Saint-Domingue